# Stureby SK
Stureby SK är en idrottsförening från Stureby i södra Stockholm i Södermanland, bildad 1929. Föreningen är per 2022 en renodlad fotbollsförening. Dess herrlag spelade i division III när serien utgjorde landets tredje högsta serie, motsvarande dagens division I, 1982-1984.
SSK:s fotbollssektion sammanslogs med Högdalens AIS efter säsongen 1975 till Högdalen/Stureby FK men sammanslagningen upplöstes 1978.
Säsongen 2022 spelade herrlaget i division V och damlaget i division III.
Även ishockey bedrevs ungefär fram till tiden för sammanslagningen med Högdalens AIS. Från Hovets invigning 1955 var Stureby SK ett av de ordinarie hemmalagen där. Man var det året nykomlingar i division 3, som på den tiden var tredje och lägsta nivån i det nationella seriesystemet, och där höll man sig i princip in på 1970-talet. Stureby ligger fyra stationer från stationen som hetat Slakthuset, Isstadion och på senare år Globen på tunnelbanans Hagsätra-linje. SSK spelade på Hovet åtminstone ännu 1961/62, men på annan arena, sannolikt Aspuddens IP eller Hagsätra IP, i varje fall 1964/65. (De två mellanliggande säsongerna har klubben inte angett namn på och telefonnummer till sin hemmaplan till Svenska Ishockeyförbundets officiella kalender Ishockeyboken.)

### Fotnoter
1. ↑  https://www.svenskafotbollsklubbar.se/showclub.php?clubid=1690
2. ↑  https://sites.google.com/view/clasglenningfootball/hem/sweden-historical-tables
3. ↑  https://www.svenskafotbollsklubbar.se/showclub.php?clubid=939
4. ↑  https://sites.google.com/view/clasglenningfootball/hem/sweden-historical-tables/1975
5. ↑  ”Arkiverade kopian”. Arkiverad från originalet den 20 november 2022. https://web.archive.org/web/20221120121934/https://www.svenskfotboll.se/foreningar/stureby-sk/10189/. Läst 20 november 2022.
6. ↑  https://www.svenskafans.com/ishockey/90529